# 단우
규원(본명: 이경규, 1993년 9월 25일 ~ )는 대한민국의 배우이다.

## 학력
- 건국대학교 영화예술학과

## 출연작

### 드라마 & 시트콤
- 《단단한 가족》 (E채널, 2012년) - 단우 역
- 《엄마의 정원》 (MBC, 2014년) - 서종하 역
- 《킬미힐미》 (MBC, 2015년)
- 《냄새를 보는 소녀》 (SBS, 2015년)
- 《그녀는 예뻤다》 (MBC, 2015년)
- 《고호의 별이 빛나는 밤에》 (중국 소후 닷컴, 2016년)
- 《언제나 봄날》 (MBC, 2016년) - 장태우 역
- 《돈꽃》 (MBC, 2017년) - 나두현 역

### 영화
- 《1급기밀》 (2018년) - 김도식 역

### 방송
- 《기적의 오디션》 (SBS, 2011년)
- 《미녀의 탄생: 리셋》 (trendE, 2011년)

### 뮤직비디오
- 미료 - DIRTY (2012년)

### CF
- 스킨푸드